# Ningchengopterus
Ningchengopterus is een geslacht van uitgestorven pterosauriërs, behorend tot de groep van de Pterodactyloidea, dat leefde tijdens het Vroeg-Krijt in het gebied van het huidige China.

## Vondst en naamgeving
De typesoort Ningchengopterus liuae is in 2009 benoemd en beschreven door Lü Junchang. De geslachtsnaam verwijst naar het district Ningcheng in Binnen-Mongolië waar de vondst werd gedaan; het Klassiek Griekse pteron, 'vleugel', wordt vaak gelatiniseerd in pterosauriërnamen gebruikt. De soortaanduiding verwijst naar Liu Jingyi; mevrouw Liu kocht het fossiel aan en stelde het, samen met haar echtgenoot Lui Cunyu, ter beschikking van de wetenschap.
Het fossiel, holotype CYGB-0035, bestaat uit een vrij compleet skelet van een juveniel dier, platgedrukt op een plaat en tegenplaat, waarvan alleen rechterbeen en -vleugel en de linkervoet ontbreken, aangenomen dat het skelet van onderen bezien wordt. Het is gevonden bij het dorp Liutiaogou bij de stad Dashuangmiao in de Yixianformatie die dateert uit het Aptien. Het skelet ligt grotendeels in verband. Het hele fossiel is ongeveer tien centimeter lang en behoort samen met dat van Nemicolopterus tot de kleinste peterosauriërskeletten die tot 2009 in China ontdekt waren. Hoewel nog lang niet volgroeid en dus mogelijk het jong van een al bekende pterosauriër, komen de kenmerken ervan niet met enige al beschreven vorm overeen, zodat een nieuw geslacht benoemd werd. Rond de contouren van het lichaam zijn resten van de zachte delen bewaard gebleven, waaronder het vleugelmembraan en wat vacht bij de schedel.

## Beschrijving
Het holotype heeft een spanwijdte van ongeveer vijfentwintig centimeter. De volwassen grootte is onbekend.
Lü stelde enkele onderscheidende kenmerken vast. Het totaal aan tanden ligt rond de vijftig. De schedel is iets langer dan rug en heiligbeen samen. De middelste halswervels zijn kort. Zowel opperarmbeen en schouderblad zijn even lang als het vierde middenhandsbeen, anderhalve centimeter. De ellepijp is even lang als het eerste kootje van de vierde vinger, twee centimeter, en het derde kootje van de vierde vinger is even lang als het dijbeen, veertien millimeter. Het tweede kootje van de vierde vinger is bijna even lang als het eerste kootje. Deze diagnose is problematisch omdat zowel de proporties en het aantal tanden tijdens de rijping vermoedelijk veranderden.
De schedel is achtendertig millimeter lang. De snuit is langgerekt met en hol bovenprofiel zodat de punt taps toeloopt. De oogkas is ovaal en bij het boveneinde ervan bevinden zich bewaarde vezelresten. De snuit steekt iets verder uit dan de onderkaken. De gepunte schedel draagt dertien tanden in iedere onderkaak en twaalf in iedere bovenkaak; ze zijn klein en puntig. De tandrijen beperken zich tot het voorste deel van de kaken. De tanden zijn naar achteren gekromd. De vierde maxillaire tand is het langst. De voorste zes dentaire tanden zijn lang en hellen iets naar binnen; de achterste zeven zijn korter met brede wortels en staan haaks op de kaakrand. Op de onderkant van de onderkaak is het begin van een kiel of kam zichtbaar.
De vijfde halswervel is het kortst. Er zijn geen nekribben zichtbaar. Doornuitsteeksels zijn op de nek zwak ontwikkeld. Er zijn ongeveer vijftien ruggenwervels. Een notarium, verstevigende vergroeiing van de voorste ruggenwervels, ontbreekt (nog). Er zijn vijf voorste staartwervels zichtbaar die zo klein zijn dat de hele staart vermoedelijk kort was.
Het schouderblad is bovenaan niet sterk verbreed. Het ravenbeksbeen loopt naar beneden uit in een beenplaat. Het opperarmbeen heeft een hoog geplaatste en zwak ontwikkelde deltopectorale kam. Er is bovenaan geen pneumatisch foramen zichtbaar. Het pteroïde heeft iets minder dan de helft van de lengte van de onderarm. De carpalia van de pols zijn niet versmolten; er zijn twee bovenste en vier onderste carpalia. Het vierde middenhandsbeen is breder aan de zijde van de pols. De eerste tot en met derde middenhandsbeenderen zijn even lang. De eerste vinger is van de grijpende vingers het kortst en de derde het langst. De handklauwen zijn scherp. In de vleugelvinger is het eerste kootje gebogen, de verdere recht terwijl ze geleidelijk in lengte afnemen. Bij het eerste kootje is de bult die dient als hefboom van de pees voor de strekkende spier niet vergroeid, een typisch juveniel kenmerk.
Het darmbeen heeft een lang voorblad. Het dijbeen is naar achteren gekromd.
Het specimen toont uitgebreide resten van de weke delen, wat bij Chinese pterosauriërfossielen toch vrij zeldzaam is. Ze zijn rond het hele lichaam te zien en vertegenwoordigen zowel haren als membranen. Verder verschaffen ze weinig speciale informatie.

## Fylogenie
Ningchengopterus behoort zeker tot de Pterodactyloidea, maar een nadere bepaling is lastig omdat het zo'n jong dier betreft, dat bij het volgroeien nog heel andere kenmerken zou kunnen gaan vertonen. De lengteverhouding tussen het eerste en tweede vingerkootje komt overeen met dat van de Ctenochasmatidae en vooral de in dezelfde laag gevonden Eosipterus maar verder toont het dier geen enkel uniek kenmerk van die groep, zodat Lü concludeerde dat het daar niet toe behoorde.

## Levenswijze
Gezien de scherpe kegelvormige tanden veronderstelde Lü een levenswijze als viseter.
De volledige ontwikkeling van de vlieghuid bij een dier dat klein genoeg is om net uit het ei gekropen te zijn, werd gezien als een ondersteuning voor de hypothese van Mark Unwin dat pterosauriërs meteen na de geboorte het luchtruim kozen. Het zou dus geen broedzorg nodig gehad hebben. Het kon zelf eten vinden en wegvliegen voor roofdieren. Lü wees erop dat dit bevestigd werd door de vondst van prenten van kleine pterosauriërs in Korea en Japan die zouden aantonen dat zeer jonge dieren althans het nest lopend konden verlaten.